# 呂勝己
呂勝己（?—?），字季克，號渭川居士。建陽（今屬福建）人。

## 生平
呂祉之子。紹興七年（1147年）呂祉於淮西兵變被殺身死，敕葬邵武，勝己遂以邵武為家。以廕為湖南幹官，歷官江州通判，改任杭州太守。淳熙辛丑（1181年）知沅州，以事罷官，後至長沙。官至朝請大夫。自號渭川居士。

## 作品
工於詞，有《渭川居士詞》。《全宋詞》錄存89首。